# El Pinar de El Hierro
El Pinar de el Hierro è un comune spagnolo di 1.888 abitanti situato nella comunità autonoma delle Canarie. È il comune più meridionale della Spagna.
Il centro è situato sul versante meridionale dell'isola di El Hierro in una zona protetta nella sua gran parte e che sfoggia un alto valore paesaggistico, etnografico ed ambientale. Il capoluogo municipale è El Pinar che si trova nella zona conosciuta come Risco de los Herreños a 27 chilometri da Valverde il centro più importante dell'isola.
Il comune di El Pinar de El Hierro è di costituzione molto recente, è stato istituito il 15 settembre 2007 per distacco da quello di La Frontera.